# ویسوکویه (شهرستان رومننسکی، استان آمور)
ویسوکویه (به لاتین: Vysokoye) یک منطقهٔ مسکونی در روسیه است که در استان آمور واقع شده‌است.